# Grote gevlekte langlijf
De grote gevlekte langlijf (Sphaerophoria interrupta) is een vliegensoort uit de familie van de zweefvliegen (Syrphidae). De wetenschappelijke naam van de soort is voor het eerst geldig gepubliceerd in 1917 door Jones.